# سیارک ۲۶۲۳۳
سیارک ۲۶۲۳۳ (به انگلیسی: 26233 Jimbraun، نامگذاری:1998QS11)۲۶۲۳۳مین سیارک کشف شده‌است که در ۱۷ اوت ۱۹۹۸ کشف شد.